# Редан (судостроение)
Реда́н (redan с фр. — «уступ») — «ступенька» на днище глиссирующих судов, а также на опорных поверхностях гидросамолётов: днищах фюзеляжа (летающие лодки или самолёты-амфибии) или поплавков (поплавковые самолёты). Бывают поперечные и продольные реданы. Служат для уменьшения смачиваемой поверхности (за счёт отрыва потока от днища катера) и, соответственно, уменьшения сопротивления.
В межвоенный период в СССР строили торпедные катера реданного типа. Великобритания, Германия, США и другие страны перешли к строительству мореходных килевых торпедных катеров. Такие катера уступали реданным по скорости в штилевую погоду, но существенно превосходили их при волнении 3—4 балла, а также несли более мощное артиллерийское и торпедное вооружение.
Превосходство килевых катеров над реданными стало очевидно в ходе войны правительства США с контрабандистами у восточного побережья страны в 1921—1933 гг., во время сухого закона.
Реданное днище также имеют многие суда на подводных крыльях, например, теплоход «Метеор» и катер «Волга». Редан уменьшает время выхода такого судна на крыло.

## Галерея

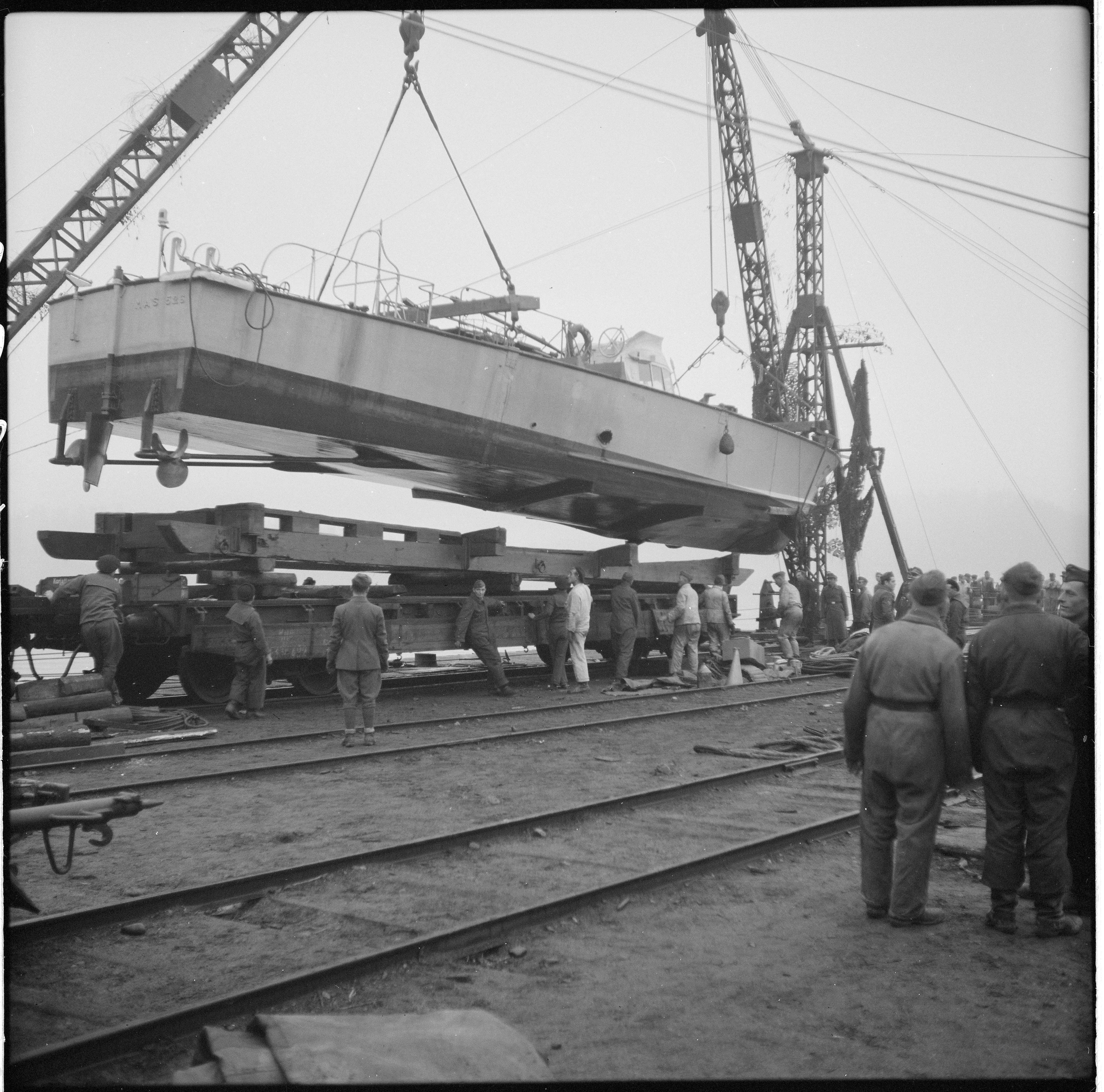
Поперечные реданы на днище итальянского торпедного катера типа MAS 526.
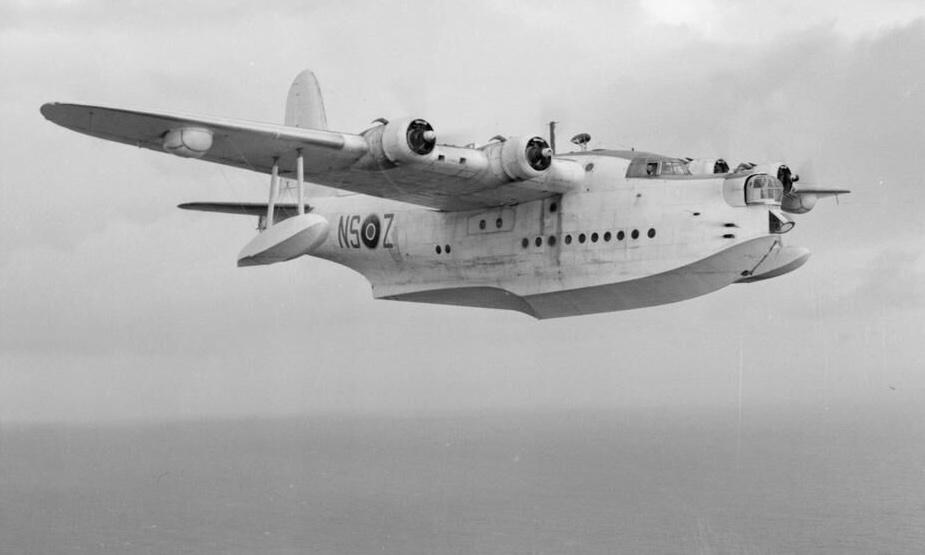
Поперечный редан на днище фюзеляжа британской летающей лодки Short Sunderland.
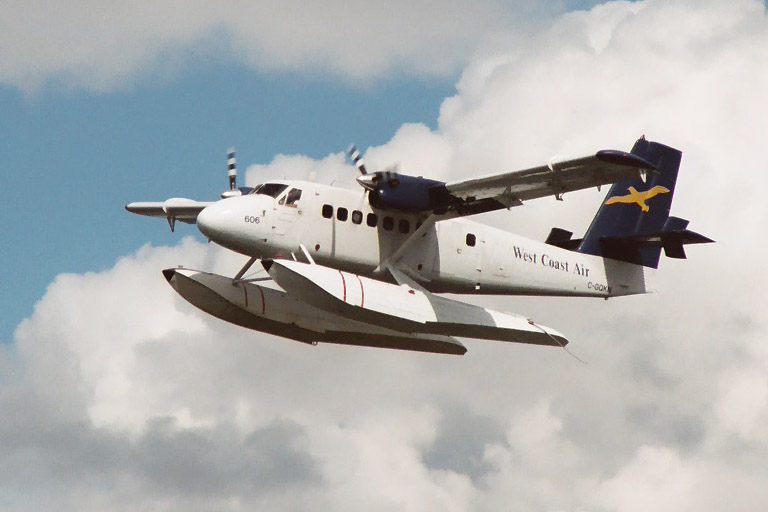
Поперечные реданы на поплавках канадского гидросамолёта DHC-6 Twin Otter.